# 肺のガス分圧
肺のガス分圧（はいのがすぶんあつ）で、生命維持に関与するガスの分圧、すなわち、肺胞における酸素分圧（pO2）と二酸化炭素分圧（pCO2）を決定するのは、以下の因子である。
- 外気の圧力
- 吸気酸素と二酸化炭素の分圧
- 全身の酸素消費量と二酸化炭素生成量の割合
- 肺胞の換気と灌流の速度

## 分圧
安静時のヒトにおける各部位における分圧（トル）：

### 酸素分圧（海抜0メートルにおける値）
| 部位/場所  | p O 2 （ TorrまたはmmHg ） |
| ---------- | -------------------------- |
| 大気       | 159                        |
| 肺胞       | 104 （P A O 2 ）           |
| 動脈血     | 95-100（P a O 2 ）         |
| 静脈血     | 40-50                      |
| 肺毛細血管 | 20〜40                     |

肺胞の酸素分圧は、以下の二つの理由によって、大気におけるO2分圧よりも低くなる。
- まず、空気が肺に入ると、上気道によって加湿され、水蒸気の分圧（47 mmHg）によって酸素分圧が約150mmHgに低下します。
- 差異が生じる別の原因として、肺の毛細血管による酸素の継続的な取り込みと、毛細血管から肺胞へのCO2の継続的な拡散による影響がある。

肺胞気におけるpO2は、日常的には測定されないが、血液ガスの測定値から肺胞気式を用いて計算される。

### 二酸化炭素の分圧
| 部位/場所                  | p CO 2 （ TorrまたはmmHg ） |
| -------------------------- | --------------------------- |
| 外気(海抜0mの乾燥した空気) | 0.3                         |
| 肺胞の空気                 | 35                          |
| 細動脈血                   | 40                          |
| 静脈血                     | 50                          |
| 細胞                       | 50                          |

## 病理学
二酸化炭素の分圧は、 pHとともに、代謝性アシドーシス、代謝性アルカローシス、呼吸性アシドーシス、および呼吸性アルカローシスを鑑別するために使用できる。
肺胞の換気量に対する二酸化炭素の発生量の割合が正常値よりも増加した場合（45mmHg以上）、低換気と診断される。また、pHが7.35以下の場合は、呼吸性アシドーシスである。
この比率が35mmHg以下になると過呼吸となる。また、pHが7.45以上の場合は呼吸性アルカローシスである。  